# Текучелу Сек (Галац)
Текучелу Сек (рум. Tecucelu Sec) насеље је у Румунији у округу Галац у општини Бучумени. Oпштина се налази на надморској висини од 148 m.

## Становништво
Према подацима из 2002. године у насељу је живело 549 становника, од којих су сви румунске националности.